# ویلیام داد
ویلیام داد (انگلیسی: William Dod; ۱۸ ژوئیهٔ ۱۸۶۷ – ۸ اکتبر ۱۹۵۴) کماندار اهل بریتانیا بود.